# Gabrielė Bartkutė
Gabrielė Bartkutė (* 8. Juni 1975) ist ein litauisches Fotomodell sowie eine Schauspielerin und Moderatorin.

## Leben und Wirken
Bartkutė wurde 1995 zur Miss Litauen gewählt. Als Ergebnis war sie für Litauen bei der Miss World 1995 vertreten. 2004 begann sie im Radio zu arbeiten. Im Jahr 2006 spielte sie eine Journalistin im Dramafilm Anastasija. Darüber hinaus arbeitete sie als Schauspielerin im Theater sowie im Fernsehen.
Sie moderierte mehrere Sendungen auf dem litauischen Fernsehsender TV3. 2008 moderierte sie das nationale Finale für die Auswahl der litauischen Vertreterin für den Eurovision Song Contest.